# АМО-3
АМО-3 — советский грузовой автомобиль грузоподъёмностью 2,5 тонны, выпускавшийся на Московском автомобильном заводе АМО с 1931 по 1933 год. АМО-3 был, в основном, копией американского грузовика «AutoCar-SA». В 1931-1933 гг. было произведено 35812 грузовиков АМО-3.
1 октября 1931 года Автомобильное Московское общество (Завод "АМО") было переименовано в Московский Автомобильный завод имени И.В. Сталина (ЗИС). С октября 1933 года АМО-3 стал называться ЗИС-3.

## Конструкция
АМО-3 отличался от предшественника (АМО-2) кронштейнами фар, формой передних крыльев, электрооборудованием, задним мостом.
Кабина была 2-местной, под капотом располагался новый карбюраторный, четырехтактный, шестицилиндровый с чугунными поршнями, нижнеклапанный двигатель фирмы Hercules объемом 4,88 литра и степенью сжатия 4,55 (бензин с октановым числом 50 и менее). Максимальная мощность составляла 66 л. с. при 2400 об/мин, при этом номинальная мощность ограничивалась величиной 60 л. с. при 2200 об/мин. Максимальная скорость достигала 50 км/ч. Расход топлива составлял 33 л/100 км. Грузовик весил 2840 кг в снаряженном состоянии, а полный вес был равен 5490 кг.

## Модификации
- АМО-4 — длиннобазная модификация (база увеличена с 3810 мм до 4420 мм). Шасси АМО-4 использовалось для постройки автобусов и пожарных машин.
- АМО-5 — такое обозначение имели предсерийные прототипы будущего ЗИС-5
- АМО-6 — трёхосная модификация - такое обозначение имели предсерийные прототипы будущего ЗИС-6
- АМО-7 — седельный тягач на базе АМО-3 с укороченной до 2920 мм базой.